# Dr. Jekyll și Mr. Hyde (film din 1912)
Dr. Jekyll și Mr. Hyde (în engleză Dr. Jekyll and Mr. Hyde) este un film de groază din 1912 care se bazează pe nuvela lui Robert Louis Stevenson The Strange Case of Dr Jekyll and Mr Hyde (1886), dar și pe versiunea piesei de teatru (1887) realizată de Thomas Russell Sullivan după aceeași nuvelă. Filmul este regizat de Lucius Henderson, iar în film interpretează actorul (devenit mai târziu un regizor foarte cunoscut) James Cruze într-un rol dublu: Jekyll și Hyde.

## Rezumat
Dr. Jekyll (James Cruze cu părul alb) s-a închis în secret în laboratorul său și își administrează un flacon cu o substanță. El se așază pe scaun cu capul pe piept. Încet, medicamentul își face efectul, o bestie cu părul brunet apare acum în scaun. După ce folosește substanța de mai multe ori, Hyde - alter ego-ul cel malefic apare la dorință, făcând ca Jekyll să-l ucidă pe tatăl iubitei sale. Personalitatea malefică vine înapoi la laborator și descoperă că antidotul s-a terminat și va fi pentru totdeauna Mr. Hyde. Un polițist sparge ușa laboratorului lui Jekyll și descoperă că savantul a murit după ce s-a otrăvit.  

## Distribuție
- James Cruze - Dr. Jekyll/Mr. Hyde
- Florence La Badie - prietena dr. Jekyll
- Marie Eline - fetița doborâtă de Hyde
- Jane Gail (Extra)
- Marguerite Snow (Extra)

### Necreditat
- Harry Benham - Mr. Hyde (în unele scene) (sursa: IMDB)